# K. k. Feldartillerieregiment Nr. 144
Das k. k. Feldartillerieregiment Nr. 144 war von 1916 bis 1918 ein Regiment der kaiserlich-königlichen Landwehr und damit Teil der Landstreitkräfte Österreich-Ungarns.

## Geschichte

### Name
Das Regiment wurde Mitte Mai 1916 als k. k. Landwehrfeldhaubitzregiment Nr. 44 errichtet. Die Stammtruppenteile waren die am 1. Januar 1909 errichtet k. k. Feldhaubitzdivision Nr. 44 und die am 1. Januar 1913 errichtete „Schwestereinheit“, die k. k. Feldkanonendivision Nr. 44. Auf Antrag des k. k. Ministeriums für Landesverteidigung, durch den Kaiser mittels Allerhöchster Entschließung am 27. Februar 1916 vollzogen, wurden diese, zuvor durch weitere Batterien verstärkt, in Regimenter umbenannt. 1917 wurde die Bezeichnung „Landwehr“ abgeschafft und das Regiment als k. k. Feldhaubitzregiment Nr. 44 bezeichnet. Bei der Reorganisation im Juni 1918 erhielt es die Bezeichnung k. k. Feldartillerieregiment Nr. 144.

### Garnison
Als Kriegsformation hatte das Regiment keine Friedensgarnison. Die vereinigte k. k. Ersatzbatterie Nr. 44 hatte seinen Standort in Linz und war für die k. k. Feldartillerieregimenter Nr. 44 und 144 sowie für das Schwere Feldartillerieregiment Nr. 44 zuständig.
Der Personalersatz rekrutierte sich aus dem Militärkommandobereich Prag.

### Teilnahme an Gefechten und Kampfhandlungen
Im Österreich-Ungarns Armee im Ersten Weltkrieg war das Regiment an der Ost- und Südwestfront eingesetzt.
- Mai 1916: Das Regiment lag zur Retablierung in Südtirol.
- Juni bis Juli 1916: Durch die große Offensive der Russischen Armee unter General Brussilows am östlichen Kriegsschauplatz, sah sich das Armeeoberkommando gezwungen, die Front in Südtirol zu verkürzen und zwei Divisionen, u. a. die k. k. Landwehrinfanterietruppendivision Nr. 44 und damit auch das neu errichtete k. k. Landwehrfeldhaubitzregiment Nr. 44., dorthin zu verlegen.
- August 1916 bis Oktober 1918: Im August 1916 erfolgte die Rückverlegung an die Südwestfront, dabei wurde das Regiment im Rahmen der 9., 10., 11. und 12. Isonzoschlacht eingesetzt.
- November 1918: Nach der Kapitulation erfolgte der Rückmarsch nach Linz. Dort wurde das Regiment demobilisiert und schließlich aufgelöst.

## Organisation

### Verbandszugehörigkeit
Das Regiment war ab dem Tag seiner Errichtung der k. k. (Landwehr-)Feldartilleriebrigade Nr. 44 unterstellt und damit Teil der k. k. Landwehrinfanterietruppendivision bzw. Schützendivision Nr. 44.

### Gliederung
1914 bestanden die k. k. Landwehrfeldhaubitzdivisionen aus zwei Haubitzbatterien zu jeweils sechs Geschützen. Bei der Mobilisierung wurden diese auf Kriegsstand gebracht. 1916 wurden diese zur Aufstellung der vier Batterien umfassenden Landwehrfeldhaubitzregimenter verwendet, die 1917 um zwei auf nunmehr sechs Batterien erweitert wurden. Im Mai 1917 wurde der Kriegsstand pro Batterie um etwa 28 Mann auf 251 Soldaten gesenkt. 1918 traten an Stelle der bisherigen Feldhaubitzregimenter die einheitlichen Feldartillerieregimenter mit gemischter Ausrüstung.
Gliederung 1916 als k. k. Landwehrfeldhaubitzregiment Nr. 44 (LFHR 44)
- Stab
- Feldhaubitzbatterie Nr. 1, Umbenennung der 1909 errichteten Batterie Nr. 1 der k. k. Landwehrfeldhaubitzdivision Nr. 44
- Feldhaubitzbatterie Nr. 2, Umbenennung der 1909 errichteten Batterie Nr. 2 der k. k. Landwehrfeldhaubitzdivision Nr. 44
- Feldhaubitzbatterie Nr. 3, Umbenennung und Umbewaffnung der 1915 errichteten Feldkanonenbatterie Nr. 3[3][A 3] der k. k. Landwehrfeldhaubitzdivision Nr. 44
- Feldhaubitzbatterie Nr. 4, Umbenennung der 1915 errichteten Batterie Nr. 5 des k. u. k. Türkei-Feldhaubitzregiments[4][A 4]

Gliederung 1917 als k. k. Feldhaubitzregiment Nr. 44 (FHR 44)
- Stab
- Feldhaubitzbatterie Nr. 1, war zuvor die Batterie Nr. 1 des LFHR 44
- Feldhaubitzbatterie Nr. 2, war zuvor die Batterie Nr. 2 des LFHR 44
- Feldhaubitzbatterie Nr. 3, war zuvor die Batterie Nr. 3 des LFHR 44
- Feldhaubitzbatterie Nr. 4, war zuvor die Batterie Nr. 4 des LFHH 44
- Feldhaubitzbatterie Nr. 5, 1917 neu aufgestellt
- Feldhaubitzbatterie Nr. 6, 1917 neu aufgestellt

Gliederung 1918 als k. k. Feldartillerieregiment Nr. 144 (FAR 144)
- Stab
- Feldkanonenbatterie Nr. 1, war zuvor die Batterie Nr. 2 des k. k. Feldkanonenregiments Nr. 44
- Feldhaubitzbatterie Nr. 2, Umbenennung der Batterie Nr. 2 des FHR 44
- Feldhaubitzbatterie Nr. 3, Umbenennung der Batterie Nr. 4 des FHR 44
- Feldkanonenbatterie Nr. 4, war zuvor die Batterie Nr. 3 des k. k. Feldkanonenregiments Nr. 44
- Feldhaubitzbatterie Nr. 5, Umbenennung der Batterie Nr. 5 des FHR 44
- Luftfahrzeugabwehrkanonenbatterie Nr. 6, war zuvor die Luftfahrzeugabwehrkanonenbatterie Nr. 5 des k. k. Feldkanonenregiments Nr. 44

### Kommandanten
| Nr. | Name                          | Beginn der Berufung |
| --- | ----------------------------- | ------------------- |
| 1.  | Oberstleutnant Vinzenz Martys | ?                   |
| 2.  | Oberst Karl Kropf             | 1918                |

## Bewaffnung und Ausrüstung

### Hauptbewaffnung
Die k. k. Landwehrfeldhaubitzdivisionen waren zunächst mit veralteten 10 cm Feldhaubitzen M.99 ohne Rohrrücklauf, aber mit Sporn und Seilbremse, ausgerüstet. Nach und nach wurden diese durch die modernen, aus Stahl gefertigten 10 cm Feldhaubitzen M. 14 ersetzt.

## Verweise